# Marquis de Ronquerolles
Le marquis de Ronquerolles est un personnage de La Comédie humaine d’Honoré de Balzac. Noblesse de « deuxième ordre », il est cependant investi d'un pouvoir dont on ne saura l'origine que très vaguement dans l'Histoire des Treize. On ne connaît ni sa date, ni son lieu de naissance et il ne meurt pas dans La Comédie humaine qu'il traverse avec plus ou moins d'importance, mais de façon constante. Il apparaît pour la première fois en 1815, dans La Fille aux yeux d'or, où il rencontre Henri de Marsay sur les Champs-Élysées et où les deux hommes se comprennent d'un simple  coup d'œil. Il est question d'enlever Paquita, « la fille aux yeux d'or », à la marquise de San-Réal.
Ronquerolles est d'ailleurs un spécialiste de l'enlèvement puisqu'il participe à celui d'Antoinette de Langeais  dans le salon de sa sœur, madame de Sérisy. Il avait auparavant mis en garde son ami Montriveau contre l'arrogance de la noblesse du faubourg Saint-Germain à laquelle la duchesse de Langeais appartient.
Son coup d'éclat est le duel avec Auguste de Maulincour commandité par Ferragus XXIII, chef des Treize, sur lequel il veille au moment de la décrépitude de l'ancien forçat.
L'épouse de Ronquerolles n'est jamais mentionnée, et on parle très peu de ses deux fils, morts du choléra en 1832. Ronquerolles apparaît comme un bretteur, éternel célibataire, « dur à cuire », et cependant assez généreux avec sa nièce, Clémentine du Rouvre, dont il sauve la situation dans La Fausse Maîtresse.
C'est aussi un fin politique qui suit habilement de Marsay. Député du centre gauche en 1823, il devient, en 1827, membre du Conseil privé, ministre d'État grâce à son soutien à de Marsay.
Il apparaît aussi dans :
- Le Cabinet des Antiques
- L'Interdiction
- Autre étude de femme
- Les Paysans
- Le Lys dans la vallée
- Splendeurs et misères des courtisanes
- Gobseck
- Ursule Mirouët
- Un début dans la vie
- La Duchesse de Langeais